# Critical-Incidents-Analyse
Die Critical-Incidents-Analyse ist ein Verfahren u. a. in der Marktforschung.
Es setzt teilstandardisierte Befragungstechniken, wie CATI oder Online-Befragungen ein um kritische Ereignisse nach methodischen definierten Kriterien zu identifizieren.
Die Technik erfasst zielgenau diejenigen Vorkommnisse, die als kritisch für den weiteren Verlauf der Interaktion empfunden werden. Sie wird u. a. dafür eingesetzt die Dienstleistungsqualität eines Unternehmens zu analysieren.
Umgekehrt liefert die Technik auch direkten Aufschluss darüber, welche speziellen Vorkommnisse besonderes Begeisterungspotenzial in einem Service-Szenario bieten. Im Gegensatz zu geschlossenen Fragestellungen bietet das Verfahren so die Möglichkeit, auch bislang unentdeckte Gründe für die Zufriedenheit oder Unzufriedenheit von Kunden zu ergründen.